# Raffaella Battaglini
Raffaella Battaglini (Padova, 12 dicembre 1956) è una drammaturga e scrittrice italiana.

## Biografia
Figlia di Lorenza Carlassare e di Giovanni Battaglini, ordinario di diritto internazionale all'Università di Ferrara, dopo la laurea in Storia e Critica del Cinema con Gian Piero Brunetta, con una tesi su Wim Wenders e il nuovo cinema tedesco, ottiene una borsa di studio a Los Angeles, dove studia cinema e spettacolo presso la UCLA. Si trasferisce a Roma, dove nel 1988 inizia ad occuparsi di teatro per il quale scrive numerosi testi, molti dei quali sono stati messi in scena, come: Il pensionante (1990), messo in scena da Walter Manfré; L'Anniversario(1992), messo in scena da Giampiero Solari; Conversazione per passare la notte(1993), messo in scena da Federico Tiezzi nel 1995; L'ospite d’onore (1995), messo in scena da Roberto Graziosi; Altri Tempi(1996), rappresentato al Festival Magdalena Project di Cardiff con la regia dell'autrice e al Festival delle Colline Torinesi con la regia di Mauro Avogadro; Una notte con Caligola (2000), messo in scena da Mauro Avogadro al Teatro Argentina di Roma. Nel 2007 ha pubblicato, insieme a Toni Negri, il testo teatrale Settanta.
Nel 2001, insieme ad altri autori teatrali - tra gli altri Edoardo Erba, Giuseppe Manfridi, Alberto Bassetti, Angelo Longoni - ha fondato il gruppo Teatro Civile.
Il suo primo romanzo, L'aria di casa, viene pubblicato da Archetipolibri nel 2011. Il suo secondo romanzo, E io sono la freccia, viene pubblicato nell'ottobre del 2018 dalla casa editrice L’Iguana. Il suo terzo romanzo, Mentre passiamo bruciando, esce con Castelvecchi editore nel giugno del 2021.
Ha collaborato con le riviste di Teatro Ridotto e Hystrio e con la rivista Alfabeta2.

## Opere

### Teatro
- Ritratto di scrittore da vecchio , 1988.
- Nuove conoscenze , 1989.
- Il pensionante , 1990[6].
- La Visita , 1990.
- Dopo le sei , 1991.
- L'Anniversario , 1992.
- Conversazione per passare la notte , 1993, Ricordi Teatro, ISBN 9788875924669.
- L’ospite d’onore , 1995, Ricordi Teatro, ISBN 9788875924362.
- Finis Terrae , 1995.
- Altri Tempi , 1996.
- Tre Stanze , 1997.
- Dolci baci , 1998.
- Una notte con Caligola , 2000.
- Morte di Giordano Bruno filosofo , 2001.
- La cella , 2003.
- Settanta , 2007, scritto con Toni Negri, DeriveApprodi, ISBN 9788889969311

### Narrativa
- L’aria di casa , Archetipolibri, 2011, ISBN 9788866330059
- E io sono la freccia , L'Iguana, 2018,  ISBN 9788898174324
- Mentre passiamo bruciando, Castelvecchi, 2021, ISBN 9788832904192

## Premi e riconoscimenti
- Il pensionante  ( Premio Anticoli Corrado 1990).
- L'Anniversario  (Premio IDI ex aequo 1992).
- Conversazione per passare la notte  (Premio IDI 1993;  Prix Thèatre Italien Contemporain 1998).
- L’ospite d’onore  (Premio di drammaturgia del Piccolo Teatro di Milano 1995).
- Una notte con Caligola  (Premio di drammaturgia del Teatro di Roma 2000).